# 丸山伸彦
丸山 伸彦（まるやま のぶひこ、1957年（昭和32年）7月 - ）は、日本の学者。研究分野は美学・美術史、専門は日本の衣服装飾史。文学修士。

## 経歴
- 1983年（昭和58年） - 東京大学文学部美術史学科卒業。
- 1985年（昭和60年） - 東京大学大学院人文科学研究科修士課程修了（専攻：日本美術史）。
- 1985年（昭和60年） - 国立歴史民俗博物館助手。
- 1997年（平成9年） - 国立歴史民俗博物館情報資料研究部助教授。
- 2000年（平成12年） - 金沢美術工芸大学助教授。
- 2003年（平成15年） - 武蔵大学人文学部日本・東アジア文化学科教授。[1]

## 著作物

### 著書
- 1993年（平成5年） - 『日本の染織 3　武士の装い (京都書院美術双書)』　京都書院　ISBN  4763670387
- 1993年（平成5年） - 『日本の染織 5 (京都書院美術双書)』　京都書院　ISBN 4763670409
- 1994年（平成6年） - 『武家の服飾(日本の美術340)』　至文堂
- 2002年（平成14年） - 『産地別　すぐわかる染め・織りの見分け方』　東京美術　ISBN  4808707241
- 2007年（平成19年） - 『日本ビジュアル生活史 江戸のきものと衣生活』 小学館　ISBN  4096262412
- 2008年（平成20年） - 『江戸モードの誕生 文様の流行とスター絵師 (角川選書)』 角川学芸出版　ISBN 4047034347

### 共著
- 1988年（昭和63年） - 『小袖 (鐘紡コレクション)』 共著者：桐畑健　毎日新聞社　ISBN 4620802220

### 編
- 1962年（昭和37年） - 『図説 江戸図屏風をよむ』 共編者：小沢弘　河出書房新社　ISBN 4309724868
- 2012年（平成24年） - 『日本史色彩事典』吉川弘文館　 ISBN 9784642014670